# Lothar Bosse
Lothar Bosse (* 10. Juni 1914 in Küstrin, Provinz Brandenburg; † 29. August 1996 in Böheimkirchen, Niederösterreich) war ein österreichischer Wirtschafts- und Sozialstatistiker.

## Leben
Bosse war ab 1945 an der Universität Wien, ab 1949 am Österreichischen Institut für Wirtschaftsforschung tätig. Von 1970 bis 1981 war er Präsident des Österreichischen Statistischen Zentralamts. Das Integrierte Statistische Informationssystem (ISIS) wurde unter seiner Leitung geschaffen. Außerdem war er der erste geschäftsführende Direktor des 1975 gegründeten Instituts für Demographie (heute als Vienna Institute of Demography eine der international führenden Forschungseinrichtungen in der Bevölkerungswissenschaft). Diese Funktion übte er bis 1987 aus und behielt auch danach bis zu seinem Tod einen Sitz im Kuratorium des Instituts. 1980 wurde er zum Ehrenmitglied der phil.-hist. Klasse der Österreichischen Akademie der Wissenschaften gewählt.

## Auszeichnungen
- 1975: Großes Goldenes Ehrenzeichen für Verdienste um die Republik Österreich[2]

## Schriften
- Der Index der Lebenshaltungskosten, 1956.
- Schlüsselzahlen der österreichischen Wirtschaft, 1961–68
- Verfahren stochastischer Wissenschaften, 1981.